# 시로산 (이즈시)
시로산 (城山)은 시즈오카현 이즈시에 있는 해발 248m의 산이다.
이즈시 중심부의 서쪽에 위치하며 동쪽 기슭에는 가노강 강변으로 시청과 이즈 적십자병원이 있으며 남서쪽으로는 슈젠지 온천가, 산꼭대기에는 슈젠지 TV 중계국이 있다.
1964년 지역 여관조합이 중심이 되어 슈젠지 로프웨이가 산 북서쪽에 개업하고 26인승 곤돌라가 산로쿠역에서 슈젠지가와를 넘어 산 정상역까지 편도 4분만에 손님을 실어 나르고 있었다. 당시 산꼭대기에는 전망대와 음식시설 등이 있었다. 1977년에는 로프웨이가 폐지되었으며 현재로서는 당시만큼 전망이 좋지는 않지만 남동방향에 전망이 있다.